# ربطة (طب)
رَبْطَة أو رِباط هو مصطلحٌ في الإجراءات الطبية أو الجراحية، وتتكون الرَبْطَة من قطعة خيط (خيط جراحي) مربوطةٍ حول بنيةٍ تشريحية لإغلاقها، وعادةً ما تكون البنية وعاءً دمويًا أو بُنيةً مجوفةً أُخرى (مثل الإحليل).

## الوعاء الدموي
يستخدم الجراح الوعاء الدموي، حيث يشُد الوعاء عموديًا على محور الشريان أو الوريد باستخدام ملقطٍ قاطعٍ للنزيف، ثم يثبته عن طريق ربطه، أي بوضع قطعةٍ خيط حوله قبل تقسيم البنية وإزالة الملقط. تختلف عن المرقأة (العاصبة)، حيث أنَّ العاصبة لن تؤمن بعقدة وبالتالي يمكن فكها/شدها حسب الرغبة.

## التاريخ
يُنسب مبدأ الربط إلى أبقراط وجالينوس، وأعيد تقديمه لاحقًا بعد حوالي 1500 عام بواسطة أمبرواز باريه، وأخيراً وجد استخدامه الحديث في الفترة ما بين 1870 حتى 1880، وأصبح شائعًا بواسطة جول إميل بيان [الإنجليزية].